# Mount Olive (Alabama)
Mount Olive is een plaats (census-designated place) in de Amerikaanse staat Alabama, en valt bestuurlijk gezien onder Jefferson County.

## Demografie
Bij de volkstelling in 2000 werd het aantal inwoners vastgesteld op 3957.

## Geografie
Volgens het United States Census Bureau beslaat de plaats een oppervlakte van
24,5 km², geheel bestaande uit land.

## Plaatsen in de nabije omgeving
De onderstaande figuur toont de plaatsen in een straal van 16 km rond Mount Olive.